# Andrzej Bartnicki

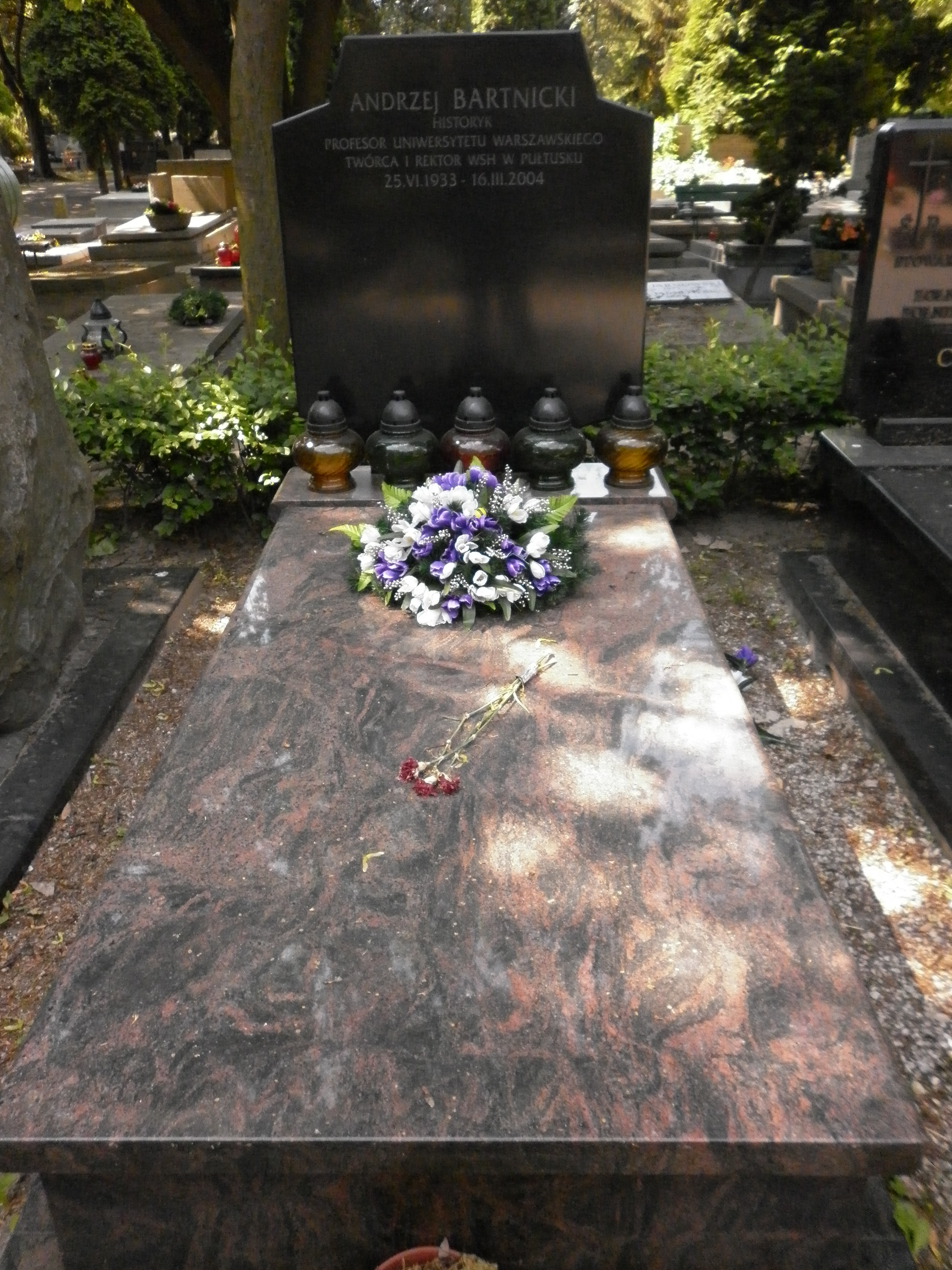
Grób Andrzeja Bartnickiego na Cmentarzu Wojskowym na Powązkach w Warszawie

Andrzej Bartnicki (ur. 25 czerwca 1933 w Raczynie, zm. 16 marca 2004 w Warszawie) – polski profesor historii dziejów powszechnych, współzałożyciel i pierwszy rektor Wyższej Szkoły Humanistycznej w Pułtusku, działacz komunistyczny.

## Życiorys
Ukończył studia historyczne na Uniwersytecie Warszawskim w 1957. Następnie rozpoczął pracę w Instytucie Historycznym UW, gdzie doktoryzował się w 1966 i habilitował w 1973. Tytuł naukowy profesora otrzymał w 1981.
Zajmował się m.in. dziejami kolonializmu europejskiego w XIX i XX wieku, historii Afryki, ze szczególnym uwzględnieniem Etiopii. Znawca historii dyplomacji, a zwłaszcza polityki zagranicznej Wielkiej Brytanii i Stanów Zjednoczonych. W 1976 roku współtworzył, a następnie w latach 1976–1979 kierował Ośrodkiem Studiów Amerykańskich Uniwersytetu Warszawskiego. Z jego inicjatywy w 1976 roku powstało czasopismo „American Studies”, poświęcone szeroko rozumianej problematyce amerykanistycznej.
Od 1954 należał do Polskiej Zjednoczonej Partii Robotniczej. Pełnił funkcję m.in. I sekretarza POP w Instytucie Historii UW, a także I sekretarza Komitetu Uczelnianego PZPR na UW. Od lutego 1979 do stycznia 1981 był zastępcą kierownika Wydziału Nauki i Oświaty Komitetu Centralnego PZPR.
W 1994 we współpracy z Towarzystwem Naukowym „ATENA” i przy wsparciu władz lokalnych, zorganizował Wyższą Szkołą Humanistyczną w Pułtusku. Był też jej pierwszym rektorem, aż do śmierci w 2004 roku. Doprowadził uczelnię, prowadzącą w początkowym okresie jedynie studia licencjackie, do uzyskania prawa nadawania stopni naukowych doktora w dziedzinie historii i nauki o polityce.
W czerwcu 1997 otrzymał tytuł honorowego obywatela Pułtuska. Jego imię nosi również Biblioteka Główna AH w Pułtusku.
Jego żoną od 1956 była Kalina Bartnicka.
Pochowany w Alei Zasłużonych na Cmentarzu Wojskowym na Powązkach w Warszawie (kwatera 31C-tuje-16).

## Uczniowie
Do grona jego uczniów należą: Henryk Bułhak, Zbigniew Kwiecień, Michał Leśniewski, Krzysztof Michałek, Lidia Milka-Wieczorkiewicz, Joanna Modrzejewska-Leśniewska, Lidia Mularska-Andziak, Halina Parafianowicz, Mikołaj Szczepkowski, Andrzej Szcześniak, Bogusław Winid.

## Wybrane publikacje
Autor i redaktor kilkudziesięciu książek, m.in.:
- Walka o Mandżurię. Z dziejów ekspansji kolonialnej na dalekim Wschodzie, Warszawa 1965,
- Traktat wersalski. Narodziny systemu wersalsko-waszyngtońskiego, Warszawa 1967,
- Konflikty kolonialne, 1869-1939, Warszawa 1971;
- Pierwszy front II wojny światowej. Konflikt włosko-etiopski, 1935-1936, Warszawa 1971,
- Egipt i Sudan w polityce Wielkiej Brytanii, 1882-1936, Warszawa 1974,
- Historia Etiopii, (współautor) Wrocław 1971, II wyd. 1987,
- Walka o Morze Czerwone, 1527-1868, Warszawa 1993,
- Historia Stanów Zjednoczonych Ameryki, t.I-V, (współred., współaut.) Warszawa 1995,
- Historia Afryki do początku XIX wieku, (współred., współaut.) Wrocław 1996,
- Zarys dziejów Afryki i Azji. Historia konfliktów 1869-2000, 2000.